# 棺材之谜
《棺材之谜》（西班牙語：El enigma del ataúd）是一部1967年西班牙-法国合拍电影，由桑托斯·阿尔科塞尔·巴德纳斯执导。霍华德·弗农在本片中继续饰演奥尔洛夫医生，这也是这一角色首次出现在不由傑斯·佛朗哥执导的电影中。

## 剧情
一名富有的醫生临终之时，邀請他的親戚來到他的城堡。然而，當他本人被發現死于謀殺時，親戚們知道他們必須在兇手杀掉他們之前找到兇手，一名执着的侦探决心调查事情的真相。原来，医生为了骗取保险金，找来一位行将就木的肝癌患者，待他死去后谎称自己预感到死亡，于是把亲戚骗来这里宣读遗嘱，随后和助手一起布置了假的谋杀现场。不料事情败露，医生决定杀人灭口。